# Anyway, Anyhow, Anywhere
«Anyway, Anyhow, Anywhere» es una canción del grupo británico de rock The Who, lanzada como sencillo en 1965. Cuenta con su letra en forma de llamadas y respuestas (comunes en las canciones de la banda en aquella época) y una de las primeras grabaciones con la retroalimentación de la guitarra. La canción fue compuesta por el guitarrista Pete Townshend y el vocalista de la banda, Roger Daltrey, siendo su única composición juntos. A pesar de que la retroalimentación de la guitarra había sido trabajada previamente (véase «I Feel Fine» de The Beatles), se dice que en la canción, se usó por primera vez en un solo. Este es el primer trabajo de Nicky Hopkins con The Who en el piano.
Según declaraciones de Townshend: «Escribí el primer verso y Roger me ayudó con el resto. Fui inspirado escuchando a Charlie Parker, sientiendo que realmente era un espíritu libre, y todo lo que había hecho con las drogas, el alcohol y todo lo demás, su forma de tocar liberó su espíritu, y yo quería ser así, quería escribir una canción sobre eso, una canción espiritual.»
La canción rara vez fue tocada en vivo en la carrera de The Who, pero desde 1999 se ha convertido en pieza fija para su actuaciones en directo, como en The Who Live at the Royal Albert Hall y BBC Sessions. Aparece en el documental de la banda The Kids Are Alright.

## Otras versiones
David Bowie grabó una versión de esta canción para su álbum Pin Ups en 1973.
The Flaming Lips grabó una versión de esta canción para el trabajo Mojo: The Who Covered.
Una versión de esta canción ha sido grabada por Ocean Colour Scene para el disco tributo a The Who disco llamado Substitute - The Songs of The Who.